# Metal·lotioneïna

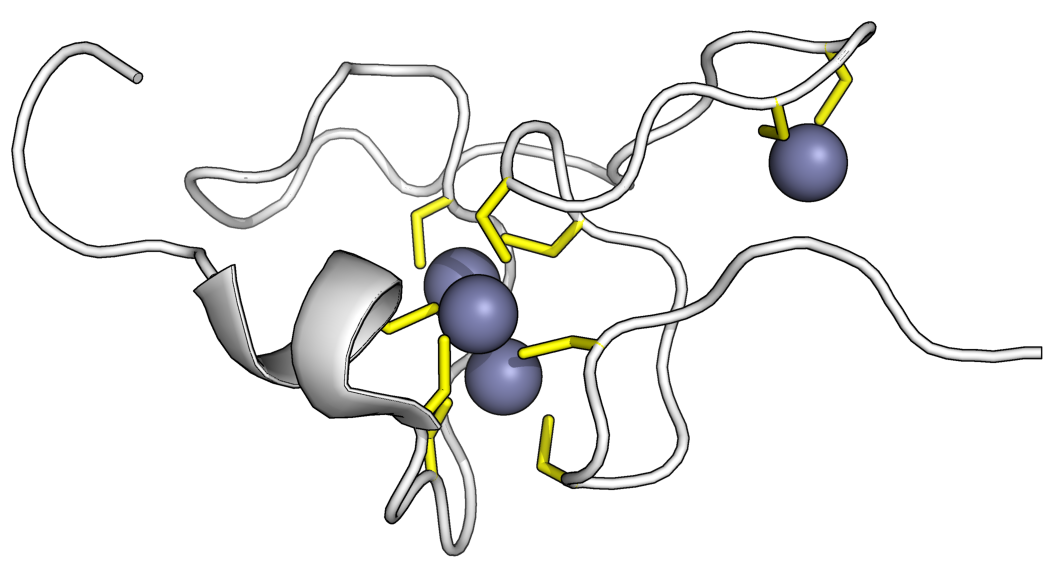
domini Beta-E-del blat

La metal·lotioneïna, en anglès: Metallothionein (MT), és una família de proteïnes rica en cisteïna i de baix pes molecular, dins el rang de pes molecular de 500 a 14000 Da. Es troben en les membranes de l'aparell de Golgi. Tenen la capacitat d'enllaçar fisiològicament (com el zinc, coure, seleni) i també xenobiòtica (com el cadmi, mercuri, plata, arsènic) metalibis pesants mitjançant el grup tiol. dels residus químics de la cisteïna, els quals representen prop del 30% dels residus d'aminoàcid constituents.
L'MT va ser descobert l'any 1957 per Vallee i Margoshe a partir de la purificació d'una proteïna que enllaça el cadmi dins l'escorça renal del cavall. La funció de l'MT no està clara però les dades experimentals suggereixen que actua contra la toxicitat dels metalls i la protecció de l'estrès oxidatiu. En els humans hi ha quatre isoformes de proteïnes: MT1 (subtipus A, B, E, F, G, H, L, M, X), MT2, MT3, i MT4. En els humans grans quantitats es sintetitzen primordialment en el fetge i el ronyó. La seva producció depèn de la disponibilitat dels minerals de la histidina i la cisteïna.

## Presència
Els MTs són presents en un ampli ventall de grups taxonòmis, des de procariots, protozoa, plantes com el pèsol, blat dur, moresc, alzina surera, llevats (com Saccharomyces cerevisiae, Candida albicans…), invertebrats (com el ematode Caenorhabditis elegans, l'insecte Drosophila melanogaster, el mol·lusc Mytilus edulis i vertebrats (com el gall, Gallus gallus, i mamífers com els humans, Homo sapiens o el ratolí Mus musculus).
| Família | Nom                                                             | Patró de seqüència                                                                     | Exemple |
| ------- | --------------------------------------------------------------- | -------------------------------------------------------------------------------------- | --- |
| 1       | Vertebrats                                                      | K-x(1,2)-C-C-x-C-C-P-x(2)-C                                                            | M.musculus MT1 MDPNCSCTTGGSCACAGSCKCKECKCTSCKKCCSCCPVGCAKCAQGCVCKGSSEKCRCCA |
| 2       | Mol·luscs                                                       | C-x-C-x(3)-C-T-G-x(3)-C-x-C-x(3)-C-x-C-K                                               | M.edulis 10MTIV MPAPCNCIETNVCICDTGCSGEGCRCGDACKCSGADCKCSGCKVVCKCSGSCACEGGCTGPSTCKCAPGCSCK                                                                                             |
| 3       | Crustacis                                                       | P-[GD)-P-C-C-x(3,4)-C-x-C                                                              | H.americanus MTH MPGPCCKDKCECAEGGCKTGCKCTSCRCAPCEKCTSGCKCPSKDECAKTCSKPCKCCP |
| 4       | Equinoderms                                                     | P-D-x-K-C-[V,F)-C-C-x(5)-C-x-C-x(4)- C-C-x(4)-C-C-x(4,6)-C-C                           | S.purpuratus SpMTA MPDVKCVCCKEGKECACFGQDCCKTGECCKDGTCCGICTNAACKCANGCKCGSGCSCTEGNCAC                                                                                                   |
| 5       | Diptera                                                         | C-G-x(2)-C-x-C-x(2)-Q-x(5)-C-x-C-x(2)D-C-x-C                                           | D.melanogaster MTNB MVCKGCGTNCQCSAQKCGDNCACNKDCQCVCKNGPKDQCCSNK |
| 6       | Nematoda                                                        | K-C-C-x(3)-C-C                                                                         | C.elegans MT1 MACKCDCKNKQCKCGDKCECSGDKCCEKYCCEEASEKKCCPAGCKGDCKCANCHCAEQKQCGDKTHQHQGTAAAH                                                                                             |
| 7       | Cil·liats                                                       | x-C-C-C-x ?                                                                            | T.termophila MTT1 MDKVNSCCCGVNAKPCCTDPNSGCCCVSKTDNCCKSDTKECCTGTGEGCKCVNCKCCKPQANCCCGVNAKPCCFDPNSGCCCVSKTNNCCKSD TKECCTGTGEGCKCTSCQCCKPVQQGCCCGDKAKACCTDPNSGCCCSNKANKCCDATSKQECQTCQCCK |
| 8       | Fongs 1                                                         | C-G-C-S-x(4)-C-x-C-x(3,4)-C-x-C-S-x-C                                                  | N.crassa MT MGDCGCSGASSCNCGSGCSCSNCGSK |
| 9       | Fongs 2                                                         | ---                                                                                    | C.glabrata MT2 MANDCKCPNGCSCPNCANGGCQCGDKCECKKQSCHGCGEQCKCGSHGSSCHGSCGCGDKCECK |
| 10      | Fongs 3                                                         | ---                                                                                    | C.glabrata MT2 MPEQVNCQYDCHCSNCACENTCNCCAKPACACTNSASNECSCQTCKCQTCKC |
| 11      | Fongs 4                                                         | C-X-K-C-x-C-x(2)-C-K-C                                                                 | Y.lipolitica MT3 MEFTTAMLGASLISTTSTQSKHNLVNNCCCSSSTSESSMPASCACTKCGCKTCKC |
| 12      | Fongs 5                                                         | ---                                                                                    | S.cerevisiae CUP1 MFSELINFQNEGHECQCQCGSCKNNEQCQKSCSCPTGCNSDDKCPCGNKSEETKKSCCSGK |
| 13      | Fongs 6                                                         | ---                                                                                    | S.cerevisiae CRS5 TVKICDCEGECCKDSCHCGSTCLPSCSGGEKCKCDHSTGSPQCKSCGEKCKCETTCTCEKSKCNCEKC                                                                                                |
| 14      | Procaryota                                                      | K-C-A-C-x(2)-C-L-C                                                                     | Synechococcus sp SmtA MTTVTQMKCACPHCLCIVSLNDAIMVDGKPYCSEVCANGTCKENSGCGHAGCGCGSA |
| 15      | Planta                                                          |                                                                                        | |
| 15.1    | Planta MTs Type 1                                               | C-X-C-X(3)- C-X-C-X(3)- C-X-C-X(3)-spacer-C-X-C-X(3)- C-X-C-X(3)- C-X-C-X(3)           | Pisum sativum MT MSGCGCGSSCNCGDSCKCNKRSSGLSYSEMETTETVILGVGPAKIQFEGAEMSAASEDGGCKCGDNCTCDPCNCK                                                                                          |
| 15.2    | Planta MTs Type 2                                               | C-C-X(3)-C-X-C-X(3)- C-X-C-X(3)- C-X-C-X(3)-spacer- C-X-C-X(3)- C-X-C-X(3)- C-X-C-X(3) | L.esculetum MT MSCCGGNCGCGSSCKCGNGCGGCKMYPDMSYTESSTTTETLVLGVGPEKTSFGAMEMGESPVAENGCKCGSDCKCNPCTCSK                                                                                     |
| 15.3    | Planta MTs Type 3                                               | ---                                                                                    | A.thaliana MT3 MSSNCGSCDCADKTQCVKKGTSYTFDIVETQESYKEAMIMDVGAEENNANCKCKCGSSCSCVNCTCCPN                                                                                                  |
| 15.4    | Planta MTs Type 4 or Ec                                         | C-x(4)-C-X-C-X(3)-C-X(5)-C-X-C-X(9,11)-HTTCGCGEHC- X-C-X(20)-CSCGAXCNCASC-X(3,5)       | T.aestium MT MGCNDKCGCAVPCPGGTGCRCTSARSDAAAGEHTTCGCGEHCGCNPCACGREGTPSGRANRRANCSCGAACNCASCGSTTA                                                                                        |
| 99      | Phytochelatins and other non-proteinaceous MT-like polypeptides | ---                                                                                    | S.pombe γEC-γEC-γECG |

.

## Funcions
Les funcions d'aquesta proteïna primordialment són en l'emmagatzament de metalls, transport, i desintoxicació. Més específicament, el llevat MT emmagatzema el ciure i així protegeix la cèl·lula contra la toxicitat del coure quelatant els ions de coure.
Els MTs tenen un paper important en els problemes de la regulació dels factors de transcripció en el càncer.